# Івановка (Баганський район)
Івановка (рос. Ивановка) — село у Баганському районі Новосибірської області Російської Федерації.
Входить до складу муніципального утворення Івановська сільрада. Населення становить 526 осіб (2010).

## Історія
Згідно із законом від 2 червня 2004 року органом місцевого самоврядування є Івановська сільрада.

## Населення
| 2002 | 2007 | 2010 |
| ---- | ---- | ---- |
| 480  | ↗516 | ↗526 |